# كونست كاميرا
كونست كاميرا (بالروسية: Кунстка́мера) أو متحف بطرس الأكبر للأنثروبولوجيا والاثنوغرافيا التابع لأكاديمية العلوم الروسية (بالروسية: Кунстка́мера — кабинет редкостей, в настоящее время — Музей антропологии и этнографии имени Петра Великого Российской академии наук (МАЭ РАН)) هو أول متحف في روسيا أنشأه الإمبراطور بطرس الأكبر ويقع في سانت بطرسبرغ. لدى المتحف مجموعة فريدة من الآثار التي تكشف عن تاريخ وحياة العديد من الشعوب. لكن بالنسبة للكثيرين يُعرف هذا المتحف بمجموعته «المميزة» من النوادر والشذوذات التشريحية. يعود بناء كونست كاميرا إلى بداية القرن الثامن عشر، كما يُعد رمزًا للأكاديمية الروسية للعلوم. يتوج برجه بنموذج لذات الحلق.

## أصل التسمية
يعد كونست كاميرا ((بالألمانية: Kunstkammer)‏ - غرفة الفن) - اسم لمختلف المجموعات التاريخية والفنية والطبيعية والعلمية وغيرها من المجموعات النادرة وأماكن تخزينها. في القرنين السادس عشر والسابع عشر. كانت خزائن الندرات ملكًا للعديد من المحاكم الملكية والأميركية. لذلك، في القرن السابع عشر، أسس الملك الدنماركي فريدريك الثالث حجرة العجائب (الكونست كاميرا) الملكية الدنماركية، المذكورة في حكاية هانس أندرسن «الأميرة وحبة البازلاء».

## التاريخ
قام بطرس الأكبر خلال «الرحلة العظيمة» في 1697-1698 بفحص المدن الكبيرة المزدهرة في هولندا وإنجلترا. «رأيت أيضًا خزانات» كونستاس«في الخارج، وهي عبارة ندرة ومعجزات. على صفحات اليوميات، التي أمر بطرس بها، كان التعجب» رائعًا بشدة!" ". يوجد سجل حول أحدث علم التشريح: «لقد رأيت تشريح الطبيب: الداخل كله مختلف، - قلب الإنسان والرئة والكلى... والأوردة التي تعيش في الدماغ تشبه الخيوط...». كان بيتر مهتمًا جدًا بمثل هذه الابتكارات، واشترى الملك - بدون أي اهتمام - مجموعات كاملة وأشياء فردية من الكتب والأجهزة والأدوات والأسلحة النادرة. شكلت هذه الأشياء أساس «مجلس الوزراء السيادي»، ثم كونست كاميرا بتروفسكي، أول متحف للعلوم الطبيعية في روسيا.

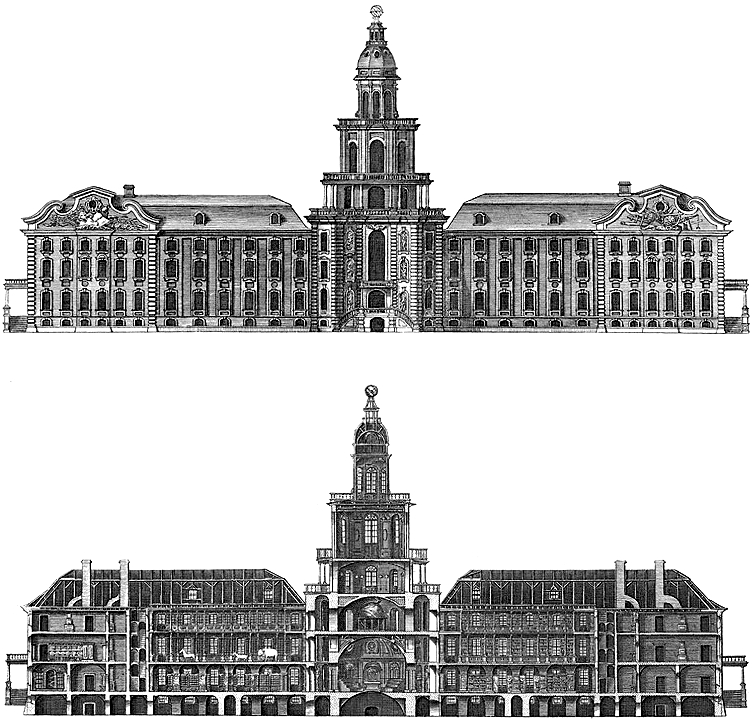
الواجهة الرئيسية لكونست كاميرا عام 1740.

بالعودة إلى روسيا، تولى بطرس ترتيب «مجلس الندرة» الروسي. بعد أن قرر نقل عاصمة روسيا من موسكو إلى سانت بطرسبرغ، أمر أيضًا بنقل «مجلس الوزراء السيادي». كانت المجموعة بأكملها موجودة في الغرف البشرية في القصر الصيفي، وتم تسمية الغرفة بالطريقة الألمانية كونست كاميرا ، أي «مجلس الندرة» أو «غرفة العجائب». وقع هذا الحدث في عام 1714 والذي يُعتبر تاريخ تأسيس المتحف.
خلال زيارته الثانية لهولندا في الأعوام 1715-1717، زار بطرس متحف ألبيرتوس سيبا، وبحلول هذا الوقت كان سيبا لديه فكرة بيع مجموعته إلى القيصر الروسي الذي كان قد تحدث معه بالفعل، وبعد عملية تفتيش في مكتب سيبا من قِبل بطرس الأول شخصياً، تقرر الأمر وتم شراء المجموعة بأكملها ونقلها إلى سان بطرسبرغ من أجل كونست كاميرا.
نمت المجموعة خلال وقت، وتقرر بناء مبنى خاص على لسان جزيرة فاسيليفسكي - «غرف أكاديمية سان بطرسبرغ للعلوم والمكتبات وكونست كاميرا» (بالروسية: Палаты Санкт-Петербургской Академии Наук, Библиотеки и Кунсткамеры)، وفي وقت بناء المبنى انقل الاجتماع إلى منزل البويار ألكسندر كيكين، ما يسمى «غرف كيكين» (الآن 9، شارع ستافروبولسكي).
شُيد المبنى الحالي من عام 1718 إلى 1734، واحتلت مجموعات المتحف الجناح الشرقي للمبنى، وفي الجزء الأوسط كان المسرح التشريحي، وفي البرج يوجد كرة غوتورف الأرضية (منذ 1754  - الأكاديمية الكبيرة) والمرصد، في الغرب تم إنشاء أكاديمية العلوم حيث عمل ميخائيل لومونوسوف فيها. في 5 ديسمبر 1747، بينما كانت المكتبة في مبنى كونست كاميرا، اندلع حريق دمر كرة غوتورب الأرضية وبرج المبنى.
في الفترة ما بين 1777 و 1779، تم تزيين المناطق الداخلية بأربع مجموعات استعارية منحوتة، وتمثال نصفي وميداليات للعلماء البارزين. نظرًا لوفرة المواد في ثلاثينيات القرن التاسع عشر، تم تقسيم كونست كاميرا إلى عدد من المتاحف: علم الحيوان، الإثنوغرافية، النباتية، المعدنية.

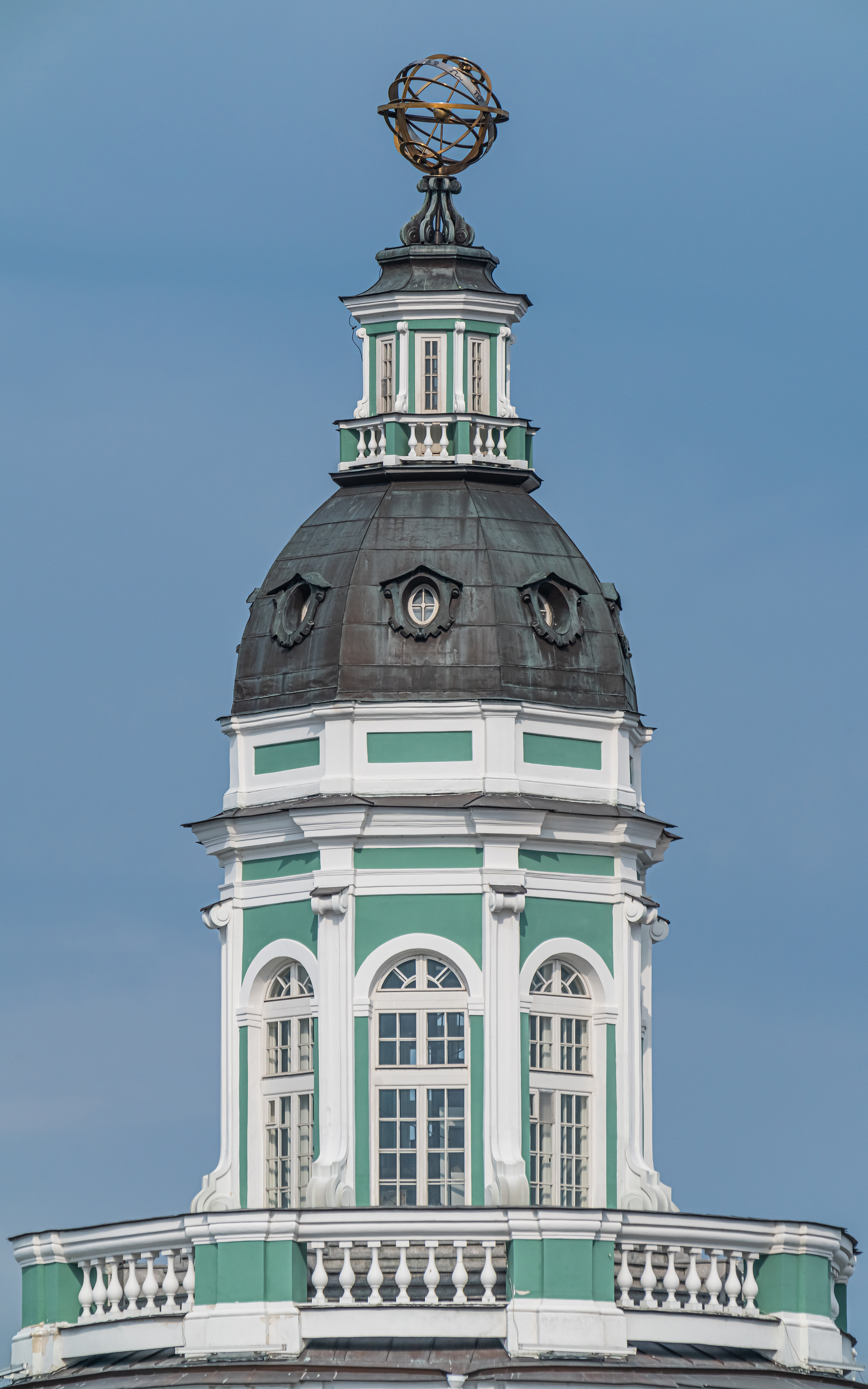
برج كونست كاميرا

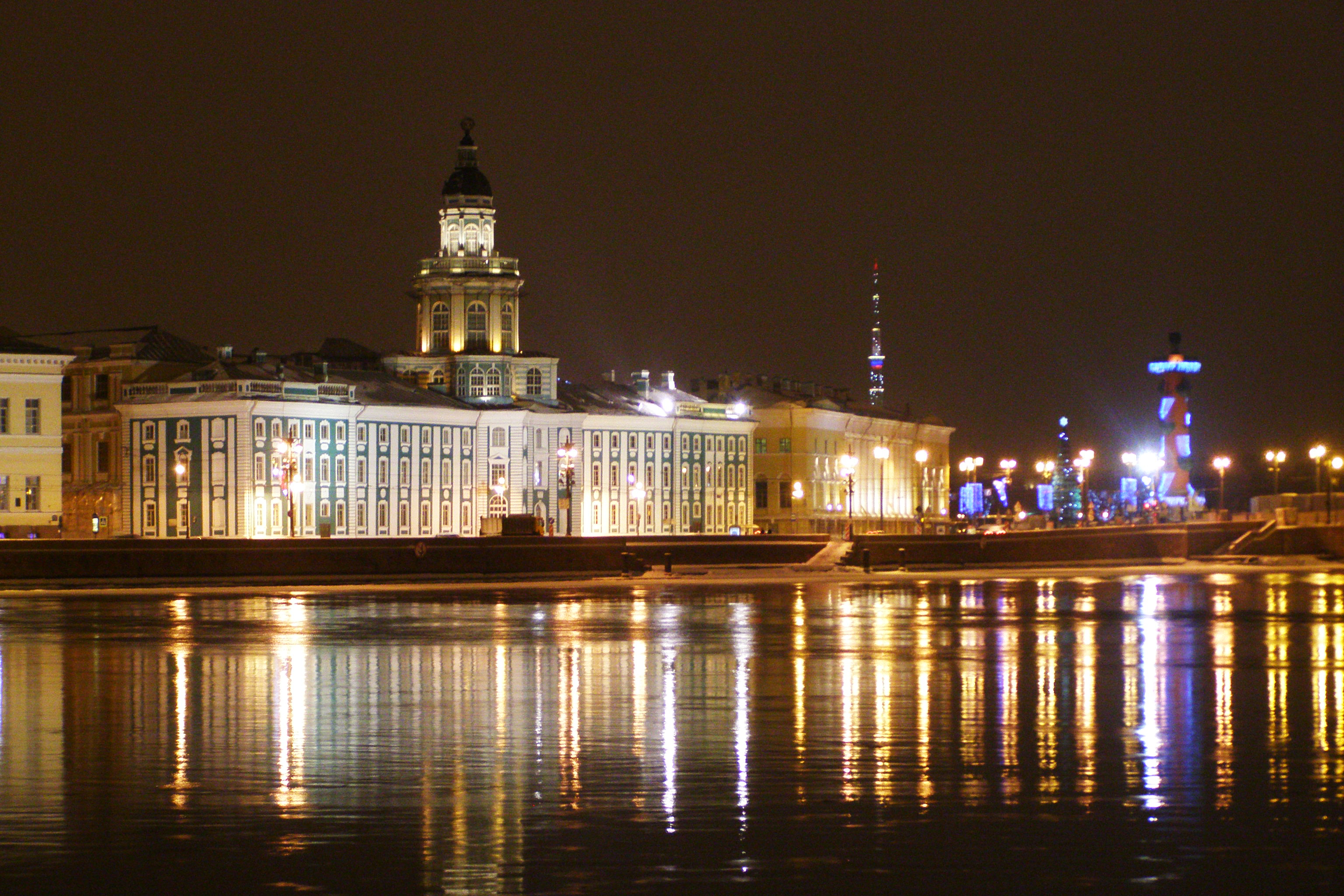
كونست كاميرا في المساء. منظر من جسر الأميرالية.

## العمارة
تم بناء مبنى «الغرف» في عام 1718 تحت قيادة المعماري ماتارنوفي الذي طور تصميم المبنى، من 1719 إلى 1724، بدءًا من الأساسات المكتملة بالفعل، تم تنفيذ الإنشاءات بواسطة المعماري جربيل. قام جربيل بعدد من التغييرات على مشروع ماتارنوفي: تم استبدال سقف الجملون المنخفض الذي تُوج بالمعرض بسقف مرتفع متعدد الميول ذي اتجاهين. تستقبل الزاوية الطليعة الجدران الملساء وتنتهي بقوصرات باروكية كبيرة مع حليات حلزونية؛ يتم عزل زلاجات السطح لجناحي المبنى من حجم البرج، مما يبرزه قدر الإمكان؛ بدلاً من برج منخفض ينتهي بدرابزين، طبقة أخرى بقبة. يمكن أن يكون النموذج الأولي لبرج ثلاثي الطبقات مع قبة ومجال فلكي هو برج «مونزثرم» لشلوتر.
بحلول أكتوبر 1722، تم بناء الجدران والسقف، وتم تنفيذ أعمال الزخرفة وتركيب معدات المتحف في الفترة من 1723 إلى 1724، في الوقت نفسه تم إجراء عدد من التعديلات وتعزيز الأقبية وتم بناء طابقين من البرج. قام هارمن فان بوليس بتطوير تصميم مفصل للنجارة والمنتجات المعدنية للقبة.
بعد وفاة جربيل عام 1724، تم تنفيذ العمل من قبل المهندس المعماري شيافيري. بسبب العيوب الهيكلية الموجودة، تقرر إعادة بناء الجزء المركزي. في عام 1726، تم نقل المجموعات إلى مبنى غير مكتمل، ومنذ عام 1729 تحت قيادة زمتسوف تم تنفيذ العديد من «الإصلاحات والتحسينات» داخل المبنى، ومع تركيب 12 تمثالًا في منافذ الواجهات الشمالية والجنوبية في عام 1735 تم الانتهاء من إنشاء المبنى أخيرًا.
تم بناء المبنى على الطراز الباروكي البطرسي، ويتألف من مبنيين من ثلاثة طوابق في أشكال متصلة ببرج متعدد الطبقات من الباروك مع الانتهاء بالقبة المعقدة. كانت كلتا الواجهتين - كلا من ضفتي نيفا الجنوبية والشمال، اللتين تطلان على الساحة الحكومية - احتفالية. أما بالنسبة للقصور الإمبراطورية، فقد تم اجتلاب الطوب من الخارج.

## المعارض
- أمريكا الشمالية

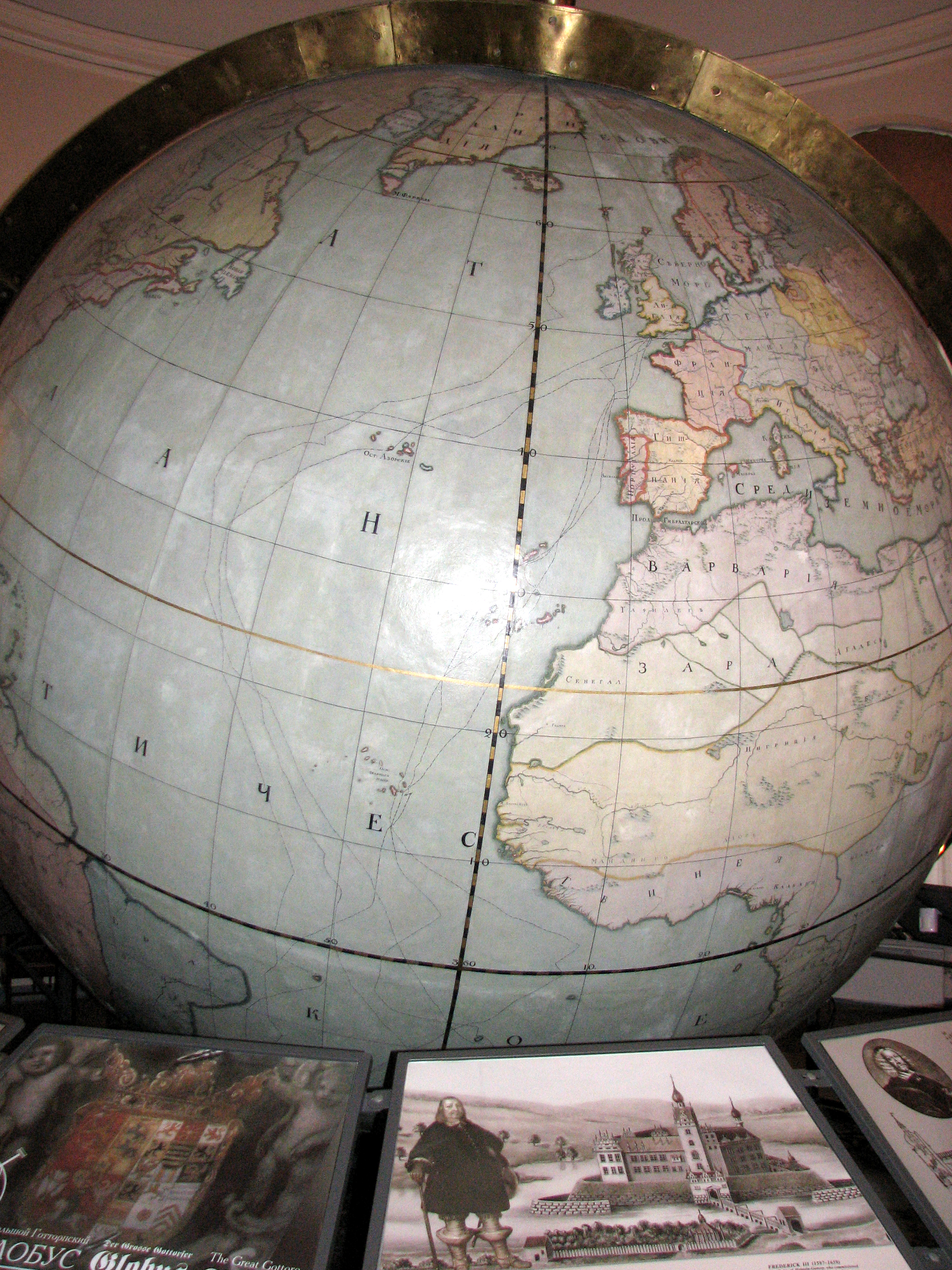
كرة غوتورف الأرضية المعروضة.

ثقافة وحياة الشعوب الأصلية في قارة أمريكا الشمالية. السفر من الشمال إلى الجنوب، من ألاسكا إلى كاليفورنيا، من الأزمان السحيقة إلى بداية القرن التاسع عشر.
- اليابان

يعرض هذا المعرض حياة وثقافة اليابانيين والأينو. كان أحد الأنشطة الرئيسية في الجزيرة هو الصيد، ولدى كونست كاميرا لديها مجموعة كبيرة من المعدات المختلفة: السنانير، والشباك، والفخاخ، وكذلك درع الساموراي المدهش بتصميمه المتطور.
- أفريقيا

تحتوي هذه المجموعة على الأدوات الزراعية وملابس القبائل الأفريقية التي تعيش جنوب الصحراء. أحدي أكثر المعروضات إثارة للاهتمام هي برونزيات بنين، وهي أقراص من المادة المذكورة مع شخصيات من الجنود والحاشية. تمت إزالة مجموعة من أكثر من ألف معروض من قصر حاكم بنين، ويمكن رؤية بعضها في قاعة كونست كاميرا «الأفريقية».
- الصين ومنغوليا

توجد 50 أقلية قومية تعيش في الصين، والمعرض المخصص لشعوب الصين يميز فقط الجوانب الرئيسية لحياتهم وثقافتهم، مثل منتجات الخزف والحجر والخشب والعظام التقليدية.
في قاعة منغوليا يوجد مسكن للبدو الرحل - يورت، وكذلك معروضات مع الحلي المنغولية التقليدية مزينة بالملابس والأدوات والسروج والبطانيات وغيرها.
- الهند واندونيسيا

يعد قسم المتحف المخصص لشعوب جنوب آسيا من أغنى الأقسام. يحتوي كونست كاميرا على مجموعة كبيرة من الخشب المنحوت الذي تم جلبه من أجزاء مختلفة من الهند، كما تم تقديم مجموعات من الأقنعة المختلفة، والأزياء المسرحية القديمة، ودمى مسرح العرائس.
توجه القسم الإندونيسي الانتباه إلى الخناجر - كريس بشفرات مصنوعة من الفولاذ الخاص غالبًا ما تتخذ شكل لسان اللهب. ويوجد مواد أخرى مثيرة للاهتمام تحكي عن مسرح الظل.
- القسم التشريحي

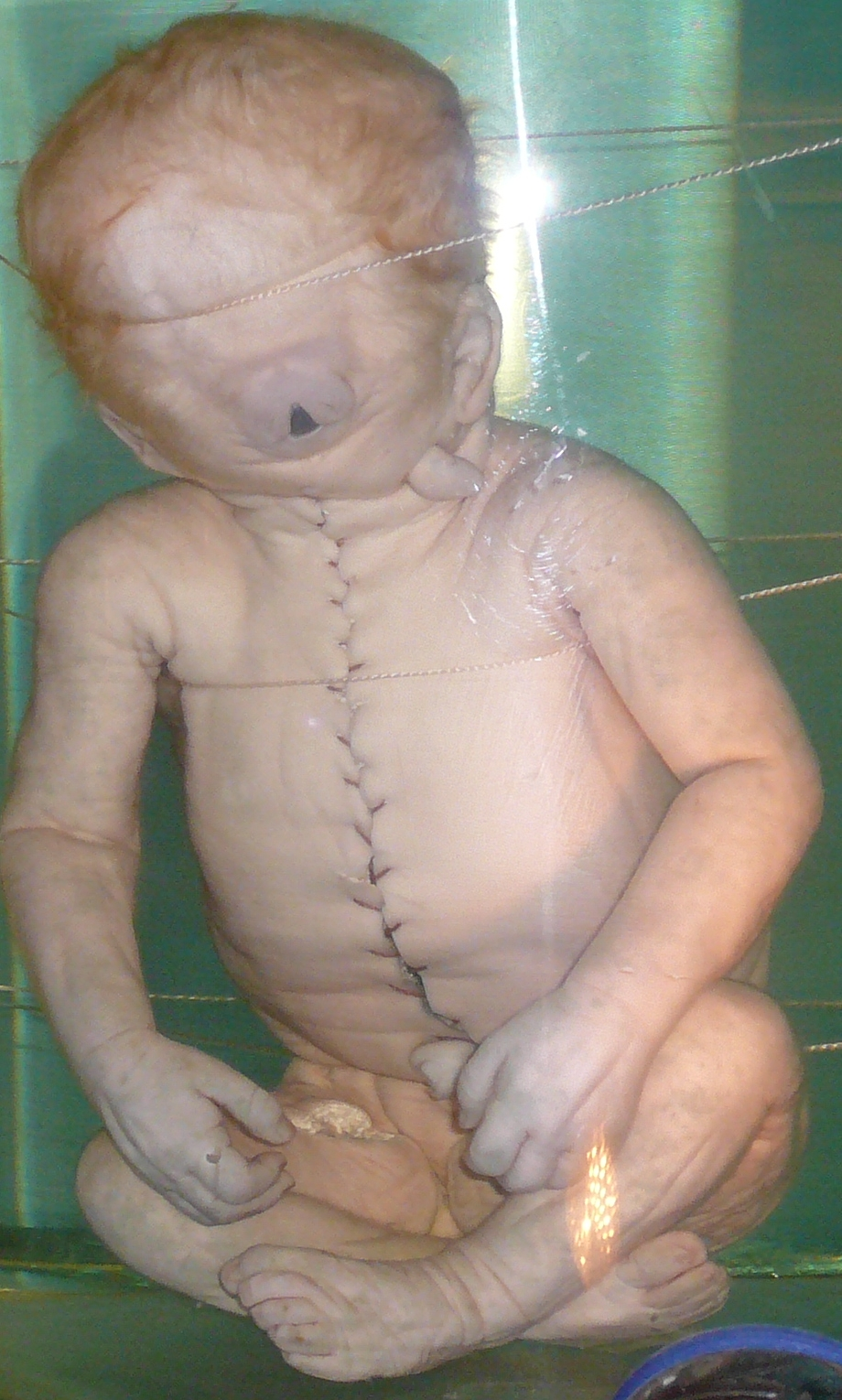
جنين بحالة تصقلب.

يحتوي هذا القسم على معروضات ذات تشوهات تشريحية ومجموعة متنوعة من الندرات الطبيعية، مثل الخيلانيةوالتحام الرأسين، واتتصاق التوائم وغيرها.
تألفت مجموعة كونست كاميرا الأولى من أكثر من 2000 معروض اشتراها بطرس الأول عام 1717 من عالم التشريح الهولندي فريدريك رويش.
- تاريخ كونست كاميرا والعلوم الروسية في القرن الثامن عشر.

يتضمن القسم ثلاثة معارض متحدة تحت الاسم الرمزي «متحف ميخائيل فاسيليفيتش لومونوسوف». يقدم معرض «غرفة اجتماعات أكاديمية سانت بطرسبرغ للعلوم» الأنشطة اليومية للمؤسسة العلمية الأولى في روسيا وسيرة ميخائيل لومونوسوف. هناك معرضان آخران - مرصد بطرسبرغ الفلكي وكرة غوتورف الأرضية - البلانتاريوم - يسلطان الضوء على الفترة المبكرة من تاريخ كونست كاميرا، عندما كان يوجد المرصد الفلكي وخدمة الوقت الزمنية والخط الافتراضي لخط الطول في سان بطرسبرغ في برج المبنى.

## لمزيد من الاطلاع
- Беляев О. Кабинет Петра Великого или подробное и обстоятельное описание… — Ч. 1. — Спб.: Импер. Акад. Наук, 1793. — 170 с.; Ч. 2. — Спб.: Импер. Акад. Наук, 1793. — 158 с.
- Койманс Л. Художник смерти. Анатомические уроки Фредерика Рюйша = De doodskunstenaar. De anatomische lessen van Frederik Ruysch. — СПб.: Наука, 2008. — 448 с. — ISBN 978-5-02-025550-0.
- Кунсткамера // Толковый словарь русского языка : в 4 т. / гл. ред. Б. М. Волин, Д. Н. Ушаков (т. 2—4) ; сост. Г. О. Винокур, Б. А. Ларин, С. И. Ожегов, Б. В. Томашевский, Д. Н. Ушаков ; под ред. Д. Н. Ушакова. — М. : Государственный институт «Советская энциклопедия» (т. 1): ОГИЗ (т. 1): Государственное издательство иностранных и национальных словарей (т. 2—4), 1935—1940.
- Кунсткамера // Малый энциклопедический словарь Брокгауза и Ефрона : в 4 т. — СПб., 1907—1909.
- Липман А. Петровская Кунсткамера. М.—Л., 1945
- Станюкович Т. В. Кунсткамера Петербургской академии наук / Академия наук СССР. Институт этнографии. — Москва—Ленинград: Издательство Академии наук СССР, 1953. — 240 с. — 5000 экз.
- Кунсткамера / Станюкович Т. В. // Куна — Ломами. — М. : Советская энциклопедия, 1973. — (Большая советская энциклопедия : [в 30 т.] / гл. ред. А. М. Прохоров ; 1969—1978, т. 14).
- Шафрановская Т. К. Музей антропологии и этнографии АН СССР: Путеводитель без экскурсовода. Л., 1979.

## وصلات خارجية
- الموقع الرسمي لمتحف الأنثروبولوجيا والاثنوغرافيا
- О Кунсткамере в Киножурнале «Хочу всё знать» على يوتيوب
- معلومات حول موقع متحف الأنثروبولوجيا والاثنوغرافيا
- معلومات عن المتحف على موقع متاحف روسيا
- كونست كاميرا على موقع «هندسة روسيا»
- Кунсткамера   // موسوعة «حول العالم».
- Антропологии и этнографии музей   // الموسوعة الروسية الكبرى: [في 35 ر.]   / الفصل إد. يو إس أوسبوف.   - م.   : الموسوعة الروسية العظمى، 2004–2017.
- تاريخ وصور فوتوغرافية لمبنى كونست كاميرا. كيف تصل إلى هناك